# Conférence internationale des amis de la Syrie
La Conférence internationale des amis du peuple syrien (son nom officiel en anglais étant The Group of Friends of the Syrian People) (plus communément appelée Conférence internationale des amis de la Syrie) est une réunion internationale destinée à trouver une solution pour mettre fin à la guerre civile syrienne. Elle se tient pour la première fois le 24 février 2012 à Gammarth en Tunisie. Une seconde réunion a lieu le 1er avril à Istanbul, une troisième le 6 juillet à Paris et une quatrième le 12 décembre 2012 à Marrakech.
En plus de ces conférences, des réunions de travail concernant les sanctions à appliquer à la Syrie ont eu lieu à Paris en avril, à Washington en juin, à Doha en juillet, à La Haye en septembre et à Tokyo en novembre.

## Contexte
Le ministre des Affaires étrangères tunisien, Rafik Abdessalem, annonce le 12 février 2012, lors de sa visite au Caire, la tenue en Tunisie d'une conférence sur la Syrie afin de trouver une solution au conflit syrien.  

## Réunion initiale - Tunisie
Les participants sont :
- Tunisie : Président Moncef Marzouki ; ministre des Affaires étrangères Rafik Abdessalem ;
- Maroc : Ministre des Affaires étrangères Saâdeddine El Othmani ;
- Canada : Ministre des Affaires étrangères John Baird ;
- États-Unis : Secrétaire d'État Hillary Rodham Clinton ;
- France : Ministre des Affaires étrangères Alain Juppé ;
- Qatar : Premier ministre qatari Hamad ben Jassim Al Thani ;
- Conseil national syrien : Porte-parole de l'opposition Basma Kodmani ;
- Turquie : Ministre des Affaires étrangères Ahmet Davutoğlu ;
- Arabie saoudite : Ministre des Affaires étrangères Saoud ben Fayçal ben Abdelaziz Al Saoud ;
- Union européenne : Haute Représentante de l'Union pour les affaires étrangères et la politique de sécurité Catherine Ashton.
- Nations unies- Ligue arabe: Envoyé spécial conjoint en Syrie Kofi Annan.

Notons que la Chine et la Russie ont eux aussi été invités mais ont décliné l'offre.
La réunion s'ouvre en début d'après-midi, en présence d'une soixantaine de délégations arabes et étrangères et sous la coprésidence de la Tunisie et du Qatar. Le président de la République tunisienne Moncef Marzouki prononce un discours d'ouverture où il insiste sur la nécessité d'une solution politique pour la Syrie : il propose ainsi une immunité judiciaire pour Bachar el-Assad et son clan et un exil en Russie. Il refuse en outre une intervention militaire étrangère. 
Alain Juppé annonce un renforcement des sanctions pour faire plier le régime ; Hillary Rodham Clinton demande quant à elle la fermeture des ambassades et consulats en Syrie.

## Quatrième réunion - Maroc
À Marrakech, Maroc, 114 États membres des Nations unies via la participation d’environ 130 représentants, dont 60 ministres, les membres de l’opposition syrienne, des fonctionnaires de plusieurs organismes et ONG internationales et régionales se sont réunis le 12 décembre 2012.

### Reconnaissance de la légitimité de la Coalition
Après que la France a été le premier pays occidental à reconnaître formellement la Coalition de l'opposition comme le seul représentant légitime des Syriens, suivi par le gouvernement britannique, la Turquie et le Conseil de coopération du Golfe ; L'Union Européenne (le 10 décembre) et les États-Unis emboitent le pas. Barack Obama déclara la veille de la réunion lors d'un entretien télévisé : « Nous avons décidé que la Coalition de l'opposition syrienne rassemblait désormais suffisamment (de groupes), reflétait et représentait suffisamment la population syrienne, pour que nous la considérions comme la représentante légitime des Syriens ».

### Déploiement de missiles sol-air à la frontière turque
À la demande de la Turquie, l'OTAN déploiera des missiles sol-air MIM-104 Patriot PAC-3. L'Allemagne, les Pays-Bas et les États-Unis sont impliqués dans cette mission. 400 soldats et 2 batteries de missiles par pays  Selon un communiqué de l'armée américaine la mission, purement défensive, doit protéger la Turquie d'éventuelles agressions de la Syrie par les airs[réf. souhaitée].

## Cinquième réunion - Jordanie
À Amman, Jordanie, les représentants de 11 pays se sont réunis le 22 mai 2013.

## Sixième réunion - Qatar
À Doha, Qatar, les représentants de 11 pays se sont réunis le 22 juin 2013, alors qu'il y avait des délégations de 114 pays six mois auparavant.